# Logania mecki
Logania mecki är en fjärilsart som beskrevs av Rothschild 1915. Logania mecki ingår i släktet Logania och familjen juvelvingar. Inga underarter finns listade i Catalogue of Life.